# Íscar
Íscar est une commune de la province de Valladolid dans la communauté autonome de Castille-et-León en Espagne.

## Administration

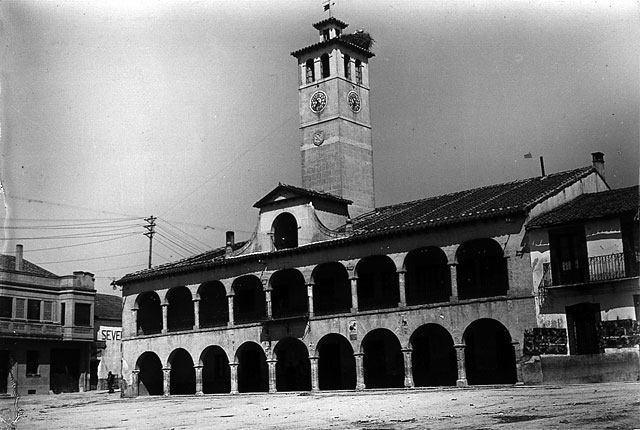
Mairie d'Íscar. Fondation Joaquín Díaz.

## Sites et patrimoine

### Patrimoine religieux
- Église Santa María (es).
- Église San Miguel.
- Chapelle de Cristo Rey.
- Chapelle del Humilladero.

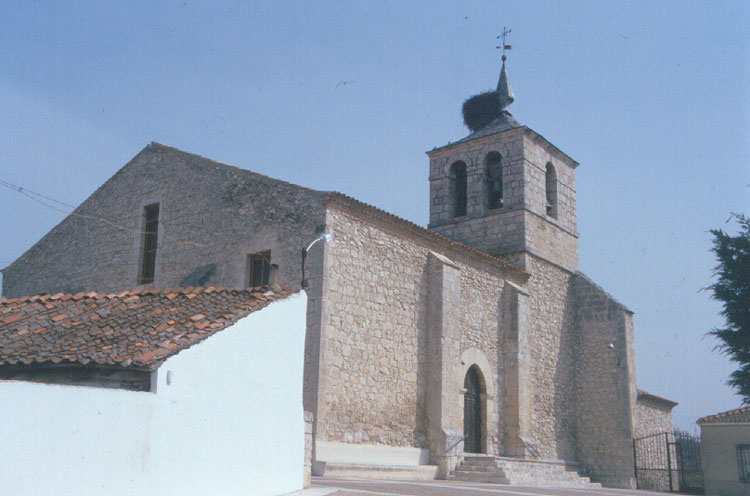
Église Santa María. Fondation Joaquín Díaz.
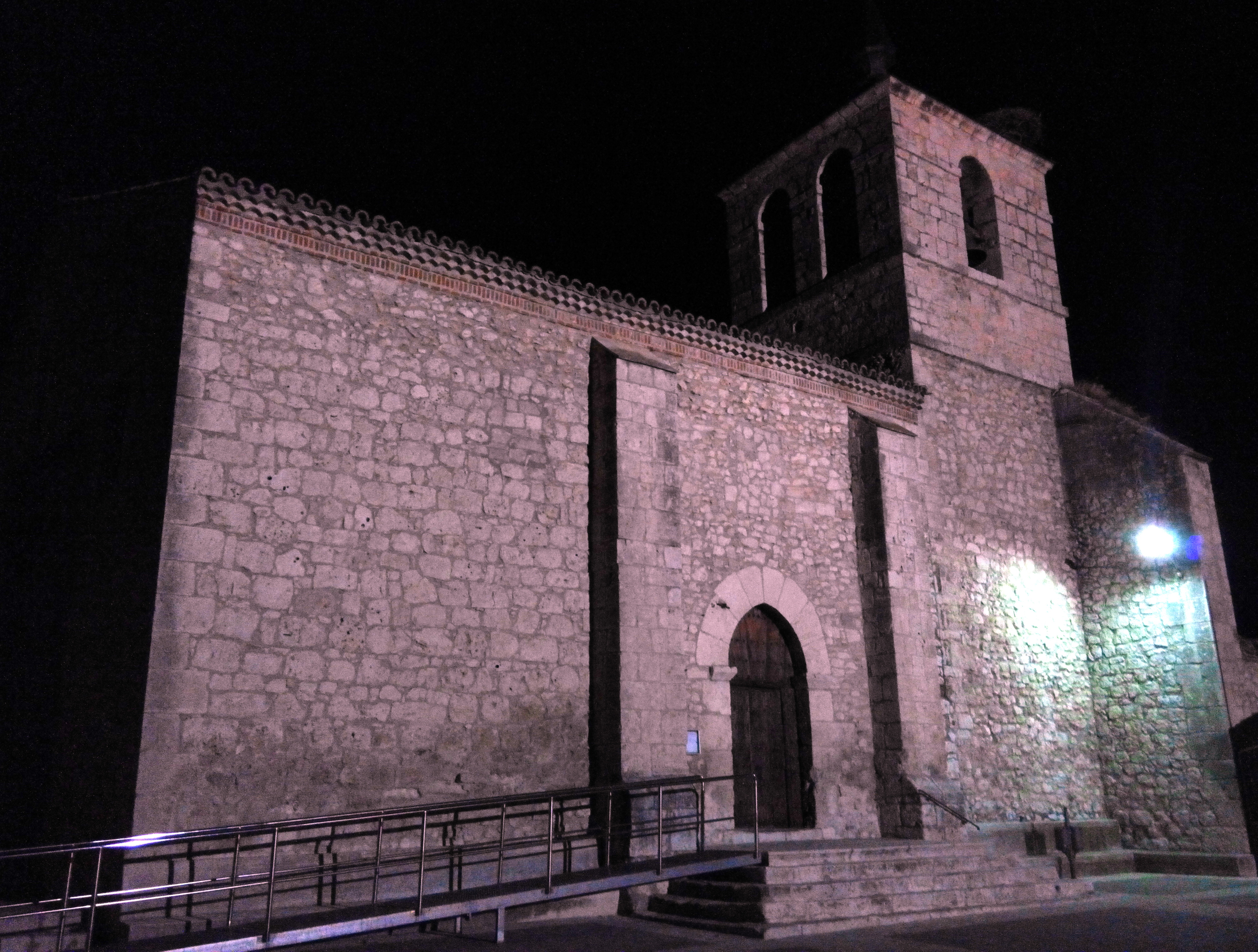
Église Santa María.
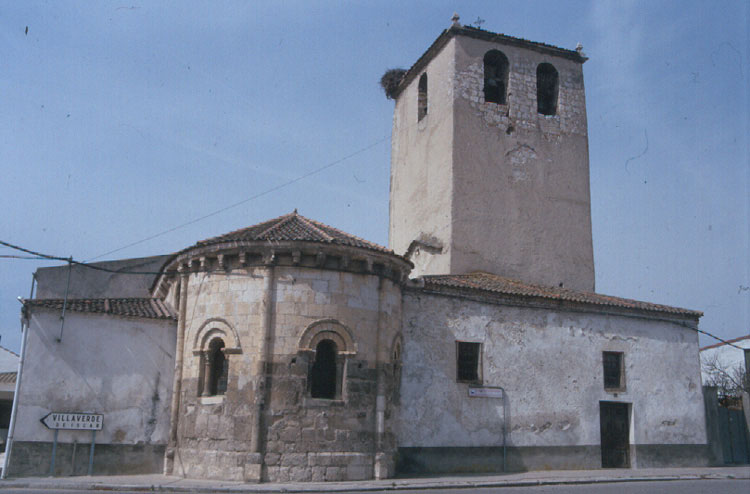
Église San Miguel. Fondation Joaquín Díaz.

### Patrimoine civil et militaire
- Château d'Íscar (es).
- Musée Mariemma.

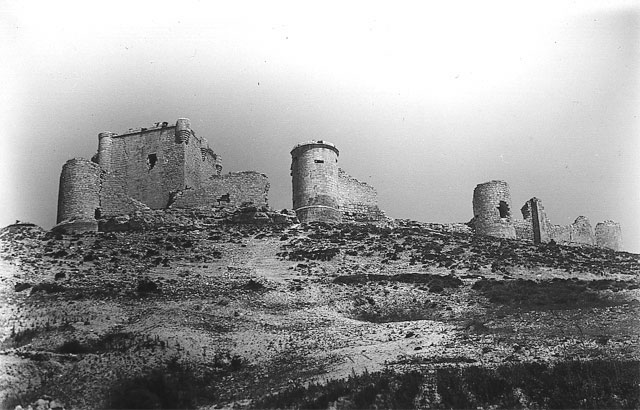
Château d'Íscar. Fondation Joaquín Díaz.
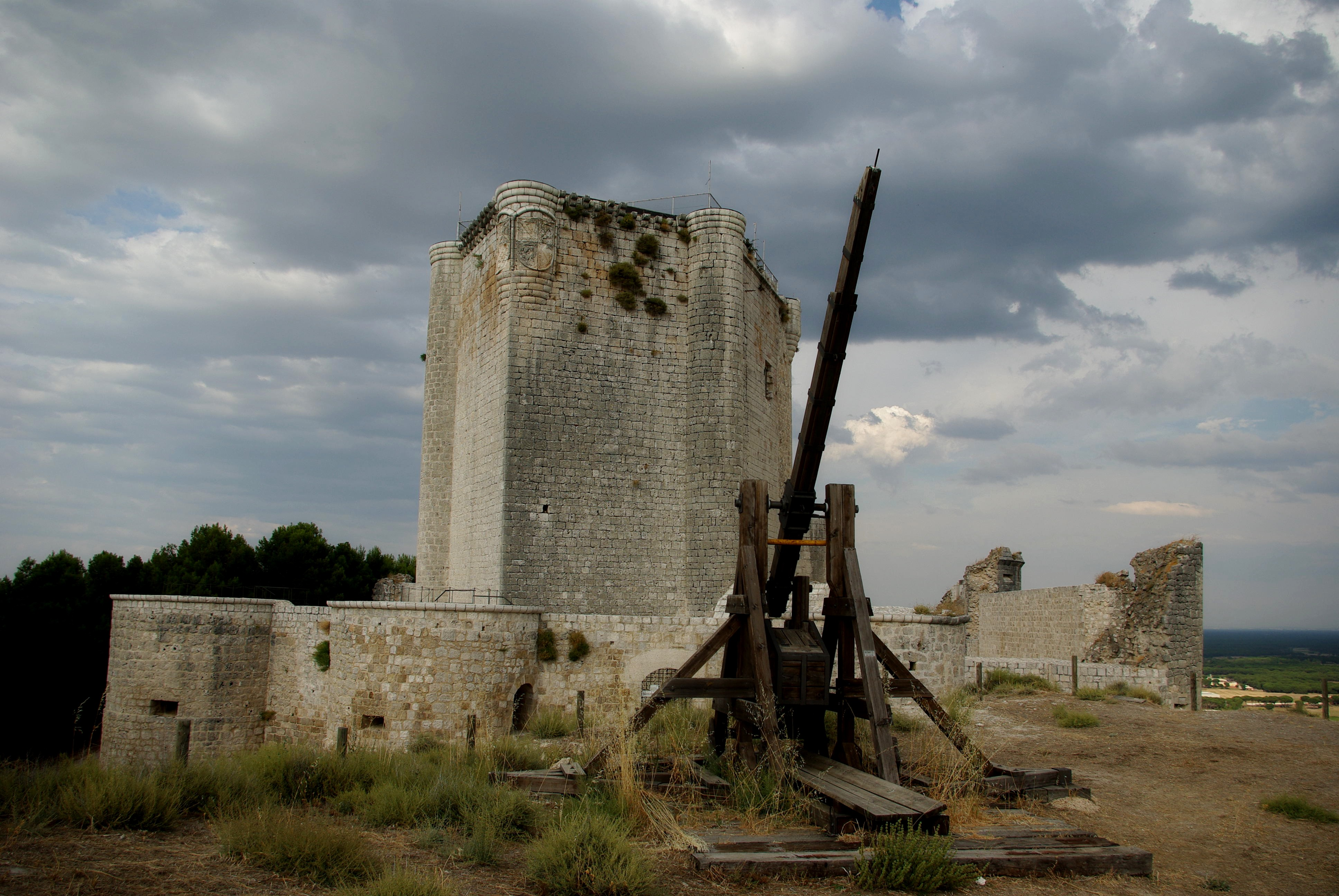
Château d'Íscar.
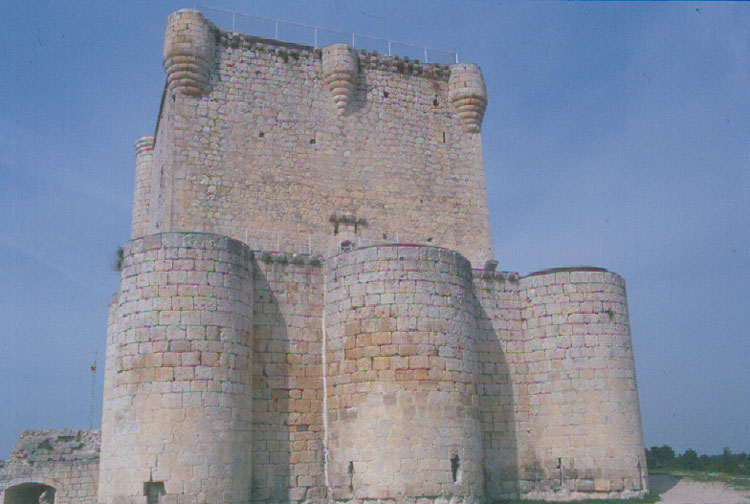
Château d'Íscar. Fondation Joaquín Díaz.